# Yo, robot
Yo, robot (título original I, Robot), de Isaac Asimov, es un volumen publicado en 1950 en el que se recogen cinco cuentos y cuatro novelas cortas de la Serie de los robots, enlazados por la temática y el hilo argumental.

## Contenido
Yo, robot es una colección de relatos basados en las tres leyes de la robótica que son un compendio fijo e imprescindible de moral aplicable a supuestos robots inteligentes, con las que supuestamente nunca debería haber un conflicto si se cumplieran fielmente. Los relatos, no obstante, plantean diferentes situaciones en las que dichas «tres leyes» se cumplen, y aun así plantean problemas, paradojas e ingeniosos ejercicios intelectuales a los que tendrán que enfrentarse distintos especialistas en robótica, en definitiva el libro termina indagando sobre la situación del ser humano actual en el universo tecnológico.
La protagonista de varias de las historias es Susan Calvin, experta en robopsicología en U.S. Robots and Mechanical Men, y otros personajes frecuentes son dos técnicos (Mike Donovan y Gregory Powell) que, por ser los más eficientes de la empresa, se ven sometidos a todo tipo de desafíos tecnológicos.
Relatos:
- Robbie (Robbie, 1940)
- Círculo vicioso (Runaround, 1942)
- Razón (Reason, 1941)
- Atrapa esa liebre (Catch that Rabbit, 1944)
- ¡Embustero! (Liar!, 1941)
- Pequeño robot perdido (Little Lost Robot, 1947)
- ¡Fuga! (Escape!, 1945)
- Evidencia (Evidence, 1946)
- El conflicto evitable (The Evitable Conflict, 1950)

## Personajes
Dra. Susan Calvin: doctora en Filosofía y Psicología y jefa de Robopsicología en U.S. Robots.

Gregory Powell y Mike Donovan: ingenieros y novios de pruebas de campo de U.S. Robots.

Dr. Alfred Lanning: matemático y director de investigaciones en U.S. Robots.

Peter Bogert: director del departamento de matemáticas de U.S. Robots.

SPD-13 «Speedy»: robot destinado a operar en una estación minera del planeta Mercurio bajo la supervisión de Powell y Donovan.
QT-1 «Cutie».

RB-34 «Herbie»: robot que debido a una inexplicable anomalía posee habilidades telepáticas.

## Influencia
Algunas de las ideas de las historias sirvieron de inspiración al conjunto musical The Alan Parsons Project para la grabación de un álbum conceptual, I Robot, en 1977.

## Adaptaciones
De igual modo, se inspiró una película de 2004 con el mismo título, Yo, robot, dirigida por Alex Proyas y protagonizada por Will Smith. Esta película Yo, robot se inspira solo lejanamente en la obra de Asimov, concretamente en la ambientación, de la que se han tomado principalmente las tres leyes de la robótica:
1. Un robot no puede hacer daño a un ser humano o, por su inacción, permitir que un ser humano sufra daño.
2. Un robot debe obedecer las órdenes dadas por los seres humanos, excepto si estas órdenes entran en conflicto con la Primera Ley.
3. Un robot debe proteger la existencia en su misma medida para no autodestruirse en la medida en que esta protección no entre en conflicto con la Primera o la Segunda Ley.

Es lo único que se recoge realmente del libro homónimo de Isaac Asimov, junto con algunas referencias a «El robot perdido» («Little Lost Robot» en el original), y su protagonista el robot NS-2. La película está más bien basada en cambio en el libro Caliban de Isaac Asimov, escrito por Roger MacBride Allen.
Un capítulo de Star Trek: La Nueva Generación se titula «Yo, Borg», en alusión a esta obra.[cita requerida]

## Relación con otras obras de Asimov
Aunque originalmente creadas sin esa intención, Asimov acabó unificando todas sus obras dándoles una unidad en una línea de tiempo que comienza con estos relatos y acababa con las últimas novelas de Fundación. Este libro de relatos estaría relacionado en el llamando Ciclo Baley-Robots que incluye las novelas Las bóvedas de acero, El sol desnudo, Los robots del amanecer y Robots e Imperio.
Posteriormente uniría la serie de novelas de robots con la serie iniciada por la llamada trilogía de la Fundación.